# Сурань
Сурань, Сурані (рум. Surani) — село у повіті Прахова в Румунії. Входить до складу комуни Сурань.
Село розташоване на відстані 84 км на північ від Бухареста, 31 км на північний схід від Плоєшті, 146 км на захід від Галаца, 68 км на південний схід від Брашова.

## Населення
За даними перепису населення 2002 року у селі проживала 1741 особа, усі — румуни. Усі жителі села рідною мовою назвали румунську.